# 漢陽女子大学校
漢陽女子大学（ハンヤンじょしだいがっこう）は、大韓民国・ソウルにある2・3年制の私立専門女子大学。
1974年に開校。2年制もしくは3年制の28学科を設置している。特に、観光、幼児教育、日本語、航空学科、デザイン学部などの実用教育に注力している。デザイン系学科は各国のデザイン・工芸関係の協定校を持つ。
漢陽大学校に隣接した土地にキャンパスを持つ。